# Brandýs nad Orlicí (starý zámek)
Starý brandýský zámek stával v centru města Brandýs nad Orlicí.

## Historie
Zámek si nechal v letech 1553-1558 v podhradí hradu Brandýs nad Orlicí postavit Bohuš Kostka z Postupic. První zmínka o zámku je z roku 1558, kdy panství odkoupila vdova Libuše z Lomnice. Ta jej roku 1559 odkázala svému synovi Janovi staršímu ze Žerotína. Tomu se zde dne 15. září 1564 narodil syn a pozdější významný moravský šlechtic období renesance, Karel starší ze Žerotína. V roce 1624 zde Karel starší hostil Jana Amose Komenského, jenž tu napsal díla Labyrint světa a ráj srdce a Hlubina bezpečnosti. Smrtí Karla staršího v roce 1636 význam zámku upadl. Roku 1644 jej získala Marie Zárubová z Hustířan a roku 1652 Jan Fridrich z Trautmannsdorfu. To je zároveň poslední zmínka o zámku. Kdy, jak a proč zanikl, není známo. Dnes na jeho místě stojí měšťanské domy.

## Popis
Přesná podoba zámku není známa. Jediný popis se nachází v urbáři z roku 1632. Podle záznamu měla stavba 17 pokojů a 4 komory. Patřily k němu také konírny a zahrada s letohrádkem, která vedla k řece Orlici.

## Dostupnost
Přes náměstí, na kterém zámek stával, vede několik značených turistických tras – červená od Pelin na Bezpráví, žlutá (tvoří okruh okolo Brandýsa), zelená od Velké Skrovnice na Oucmanice a modrá od Perné na Sudislav nad Orlicí – a trasa NS Oucmanice. Cyklisty sem přivede cyklotrasa 18 od Pelin na Bezpráví.